# Nemzeti Bajnokság I (kvindehåndbold)
| Portal | Portal:Håndbold |

Nemzeti Bajnokság I er den øverste håndboldrække i ungarsk håndbold hos kvinderne og består af 12 hold, der således spiller et grundspil på 22 kampe efterfulgt af et slutspil.

## Aktuelle klubber i sæsonen 2021/22
- Debreceni VSC Schaeffler
- Dunaújvárosi Kohász KA
- Érd NK
- Alba Fehérvár KC
- Ferencvárosi TC-Rail Cargo Hungaria
- Győri Audi ETO KC
- Kisvárda Master Good SE
- Motherson-Mosonmagyaróvári KC
- MTK Budapest
- Siófok KC
- Moyra-Budaörs Handball
- Szombathelyi KKA
- Vasas SC
- Váci NKSE